# UT-2 (stacja telewizyjna)
UT-2 – jedna z nieistniejących już stacji telewizyjnych na terenie Ukrainy. Działała od 1992 do 2004, potem została zastąpiona przez 1+1.

## Kupno stacji
W 2002 roku UT-2 zostało zakupione przez stację 1+1, która zastąpiła ten kanał. Do dziś działa pod nazwą 1+1.